# Vera Zozuļa
Vera Zozuļa (russisch Ве́ра Васи́льевна Зозу́ля, Wera Wassiljewna Sosulja; * 15. Januar 1956 in Talsi, Lettische SSR, Sowjetunion) ist eine ehemalige lettische Rennrodlerin, die für die Sowjetunion startend Olympiasiegerin wurde.
Vera Zozuļa ist eine der erfolgreichsten sowjetischen Rennrodlerinnen. Bevor sie sich auf Rennen im Eiskanal konzentrierte, startete sie bei Wettbewerben im Naturbahnrodeln, jedoch ohne nennenswerte Erfolge. 1975 und 1976 sicherte sie sich jeweils die Sowjetische Meisterschaft. Den ersten größeren Erfolg erzielte sie, als sie 1976 in Hammarstrand Europameisterin wurde. Zwei Jahre später gewann sie die Bronzemedaille, als die Kontinentalmeisterschaft wieder dort ausgerichtet wurde. Im selben Jahr wurde sie Weltmeisterin in Imst, nachdem sie 1977 schon Vizeweltmeisterin hinter Margit Schumann geworden war. 1981 komplettierte sie ihren Medaillensatz bei Weltmeisterschaften mit dem dritten Rang hinter Melitta Sollmann und Cerstin Schmidt. 1982 gewann sie die Gesamtwertung im Rennrodel-Weltcup. In der Saison gewann sie auch ihr einziges Weltcuprennen in Tatranská Lomnica.
Ihre erste Olympiateilnahme 1976 in Innsbruck brachte ihr Platz neun, sie war die einzige Starterin ihres Landes im Frauenwettbewerb. Vier Jahre später bei den Olympischen Spielen 1980 in Lake Placid gelang ihr ein umso überzeugenderer Erfolg. Sie fuhr in allen vier Läufen Bestzeit und wurde Olympiasiegerin. Sie war damit nicht nur die erste lettische Goldmedaillengewinnerin bei Olympischen Spielen, sondern ist bis heute (nach Pyeongchang 2018) die einzige nicht deutschsprachige Rodlerin, die Gold beim Rennrodeln bei den Olympischen Winterspielen gewann. Ihren letzten Auftritt bei Olympia hatte sie 1984 in Sarajevo, als sie hinter drei Rodlerinnen aus der DDR und ihrer Vereinskameradin bei Vārpa Rīga, Ingrīda Amantova, Fünfte wurde.
Nach den Weltmeisterschaften 1978 wurde Zozuļa der Titel Verdienter Meister des Sports verliehen. Sie schloss 1985 eine Trainerausbildung an der Московская государственная академия физической культуры (Staatliche Moskauer Akademie für Leibeserziehung) ab und arbeitete danach als Trainerin für den polnischen Rodelverband. 1995 wechselte sie in ihre Heimat Lettland als Nationaltrainerin, dort war sie für die lettischen Olympiamannschaften 1998 und 2002 verantwortlich. Seit 2012 trainiert sie die Nationalmannschaft Kasachstans.
Zozuļa gehört seit 2006 der FIL Hall of Fame an.

## Erfolge

### Weltcupsiege
Einzel
| Nr. | Datum        | Ort               | Bahn                      |
| --- | ------------ | ----------------- | ------------------------- |
| 1.  | 7. Feb. 1982 | Tatranská Lomnica | Bobbahn Tatranská Lomnica |